# 馬里蘭萊恩 (馬里蘭州)
馬里蘭萊恩（英語：Maryland Line）是位於美國馬里蘭州巴爾的摩縣的一個非建制地區。

## 地理
馬里蘭萊恩所處的海拔為高於海平面256米（即840英呎），而該地所採用的時區為UTC-5，即北美东部時區（EST）。同時該地設有夏令時間，為UTC-5調快一小時，即UTC-4（EDT）。